# 회기역
회기역(Hoegi Station, 回基驛)은 서울특별시 동대문구 휘경동에 있는 수도권 전철 1호선과 수도권 전철 경의중앙선, 수도권 전철 경춘선의 환승역이다.
수도권 전철 1호선 하행 열차는 이 역을 지난 뒤 인입선을 통해 서울 지하철 1호선에 진입하며, 상행 열차는 인입선을 통해 서울 지하철 1호선에서부터 경원선으로 진입한다. 수도권 전철 1호선은 이 역부터 연천역까지 지상 구간이고 한국철도공사 구간이다.

## 구조
지상 2층 규모의 지상역(선상역)으로, 개찰구 및 역무 시설은 지상 2층에 위치한다. 승강장은 2면 4선의 쌍섬식 승강장으로, 서쪽에 있는 1면 2선을 수도권 전철 1호선 열차가, 동쪽에 있는 나머지 1면 2선을 수도권 전철 경의·중앙선 열차가 각각 사용한다. 모든 승강장에 스크린도어가 설치되어 있다. 출구는 2개다.

### 승강장
| ↑외대앞(1호선)/↑중랑(경의·중앙선, 경춘선) |
| \| １２ \| ３４ \|                        |
| 청량리(1호선, 경의·중앙선, 경춘선)↓       |

| 1 | ● 수도권 전철 1호선       | 광운대 · 의정부 · 양주 · 동두천 · 연천 방면 (일반, 급행) |
| 2 | ● 수도권 전철 1호선       | 구로 · 인천 · 병점 · 서동탄 · 천안 · 신창 방면           |
| 3 | ● 수도권 전철 경의·중앙선 | 상봉 · 구리 · 도농 · 덕소 · 용문 · 지평 방면             |
| 3 | ● 수도권 전철 경춘선      | 상봉 · 퇴계원 · 평내호평 · 춘천 방면                     |
| 4 | ● 수도권 전철 경의·중앙선 | 청량리 · 이촌 · 용산 · 백마 · 금촌 · 문산 방면           |
| 4 | ● 수도권 전철 경춘선      | 청량리 방면                                              |

## 역사
개업 후 수도권 전철 1호선(당시 “국철”)의 정차역으로 기능했다. 개통 당시는 1면 2선의 섬식 승강장으로, 서울 지하철 1호선 지하 청량리역을 경유하는 열차와 경원선 왕십리역을 경유하는 열차가 같은 선로와 승강장을 공유하였다. 두 계통의 열차는 이 역 남쪽에서 평면 교차하여 광운대역(당시 성북역) 방면으로 운행했다.
2005년 중앙선 복선 전철화 사업의 일환으로 중앙선 측 역사가 신설되며 승강장이 2면 4선으로 확장되었고, 평면 교차 또한 중앙선 복선 전철화에 따른 계통별 선로 분리로 해소되었다. 수도권 전철 중앙선의 열차는 중앙선 선로를 사용하여 운행하기 때문에 회기역 진입 선로에서 더 이상의 평면 교차는 일어나지 않는다.
2016년에는 수도권 전철 경춘선이 청량리역까지 연장 운행하면서 이 역에도 정차한다.
- 1978년 5월 : 착공
- 1980년 4월 1일: 배치간이역으로 영업 개시[2], 수도권 전철 1호선 본선 계통 및 용산 - 성북 계통 운행 개시
- 1983년 8월 1일: 보통역으로 승격
- 1983년 8월 20일: 운전간이역으로 격하[3]
- 2005년 12월 16일: 중앙선 복선 전철화 개통, 수도권 전철 중앙선 운행 개시와 함께 중앙선 역번호가 124에서 K118로 변경, 회기 신역사 사용 개시
- 2005년 12월 21일 : 동묘앞역 개업으로 1호선 역번호가 124에서 123으로 변경
- 2009년 12월 1일 : 철도승차권 단말기 철거
- 2010년 12월 1일: 스크린도어 설치
- 2013년 1월 16일: 경희대학교 부역명 병기 시작
- 2016년 9월 26일: 수도권 전철 경춘선의 운행 구간이 청량리역까지 연장되어 운행 개시

## 역명 유래
회기(回基)라는 명칭은 이 곳 근처에 있었던 조선시대 10대 국왕 연산군의 생모인 폐비 윤씨의 묘, 회묘(懷墓)에서 유래하였다. 회묘는 지금의 경희여자고등학교 및 경희여자중학교 자리에 있었으나 1967년에 경희대학교가 옮겨오면서 경기도 고양시에 위치한 서삼릉으로 이장되었다. 한때 폐비 윤씨의 묘가 회릉으로 이름이 바뀌자 이 지역의 이름은 회릉동(懷陵洞)이었으며, 이후 회묘로 격하되면서 회묘동(懷墓洞)으로 바뀌었다. 훗날 회(懷)라는 글자가 어렵다 하여 회(回)로 바꾸고, 묘(墓)라는 글자가 좋지 않은 글자라 하여 기(基)자로 바꾸어 오늘날의 회기(回基)라는 이름이 되었다.

## 역 주변
- 서울휘경동우체국
- 경희대학교 서울캠퍼스
- 경희사이버대학교
- 경희대학교 의료원
- 삼육보건대학교
- 서울시립대학교
- 삼육의료원 서울병원
- 서울청량초등학교
- 한국과학기술원 서울캠퍼스

## 이용객 변동
역 구조상 운행되는 모든 열차는 같은 개찰구를 공유하며, 모든 승하차 인원수는 수도권 전철 1호선 이용객수로 계산한다.
| 노선  | 노선 | 일평균 인원수 (명/일) | 일평균 인원수 (명/일) | 일평균 인원수 (명/일) | 일평균 인원수 (명/일) | 일평균 인원수 (명/일) | 일평균 인원수 (명/일) | 일평균 인원수 (명/일) | 일평균 인원수 (명/일) | 일평균 인원수 (명/일) | 일평균 인원수 (명/일) | 각주                  | 각주                  | 각주                  | 각주  |
| 노선  | 노선 | 2000년                | 2001년                | 2002년                | 2003년                | 2004년                | 2005년                | 2006년                | 2007년                | 2008년                | 2009년                | 각주                  | 각주                  | 각주                  | 각주  |
| ----- | ---- | --------------------- | --------------------- | --------------------- | --------------------- | --------------------- | --------------------- | --------------------- | --------------------- | --------------------- | --------------------- | --------------------- | --------------------- | --------------------- | ----- |
| 1호선 | 승차 | 24,942                | 28,545                | 28,962                | 32,830                | 14,758                | 24,678                | 26,792                | 27,958                | 28,812                | 29,064                | [ 6 ]                 | [ 6 ]                 | [ 6 ]                 | [ 6 ] |
| 1호선 | 하차 | 19,779                | 23,405                | 28,223                | 28,538                | 14,275                | 23,856                | 26,238                | 27,813                | 28,809                | 28,865                | [ 6 ]                 | [ 6 ]                 | [ 6 ]                 | [ 6 ] |
| 노선  | 노선 | 일평균 인원수 (명/일) | 일평균 인원수 (명/일) | 일평균 인원수 (명/일) | 일평균 인원수 (명/일) | 일평균 인원수 (명/일) | 일평균 인원수 (명/일) | 일평균 인원수 (명/일) | 일평균 인원수 (명/일) | 일평균 인원수 (명/일) | 일평균 인원수 (명/일) | 일평균 인원수 (명/일) | 일평균 인원수 (명/일) | 일평균 인원수 (명/일) | 각주  |
| 노선  | 노선 | 2010년                | 2011년                | 2012년                | 2013년                | 2014년                | 2015년                | 2016년                | 2017년                | 2018년                | 2019년                | 2020년                | 2021년                | 2022년                | 각주  |
| 1호선 | 승차 | 29,526                | 30,064                | 29,660                | 30,147                | 30,510                | 30,578                | 30,421                | 29,441                | 29,245                | 29,581                | 19,536                | 20,079                | 23,668                | [ 6 ] |
| 1호선 | 하차 | 29,344                | 29,867                | 29,485                | 29,819                | 30,048                | 30,133                | 29,872                | 28,945                | 28,524                | 28,752                | 18,874                | 19,524                | 22,910                | [ 6 ] |

## 사진

경의·중앙선 역명판
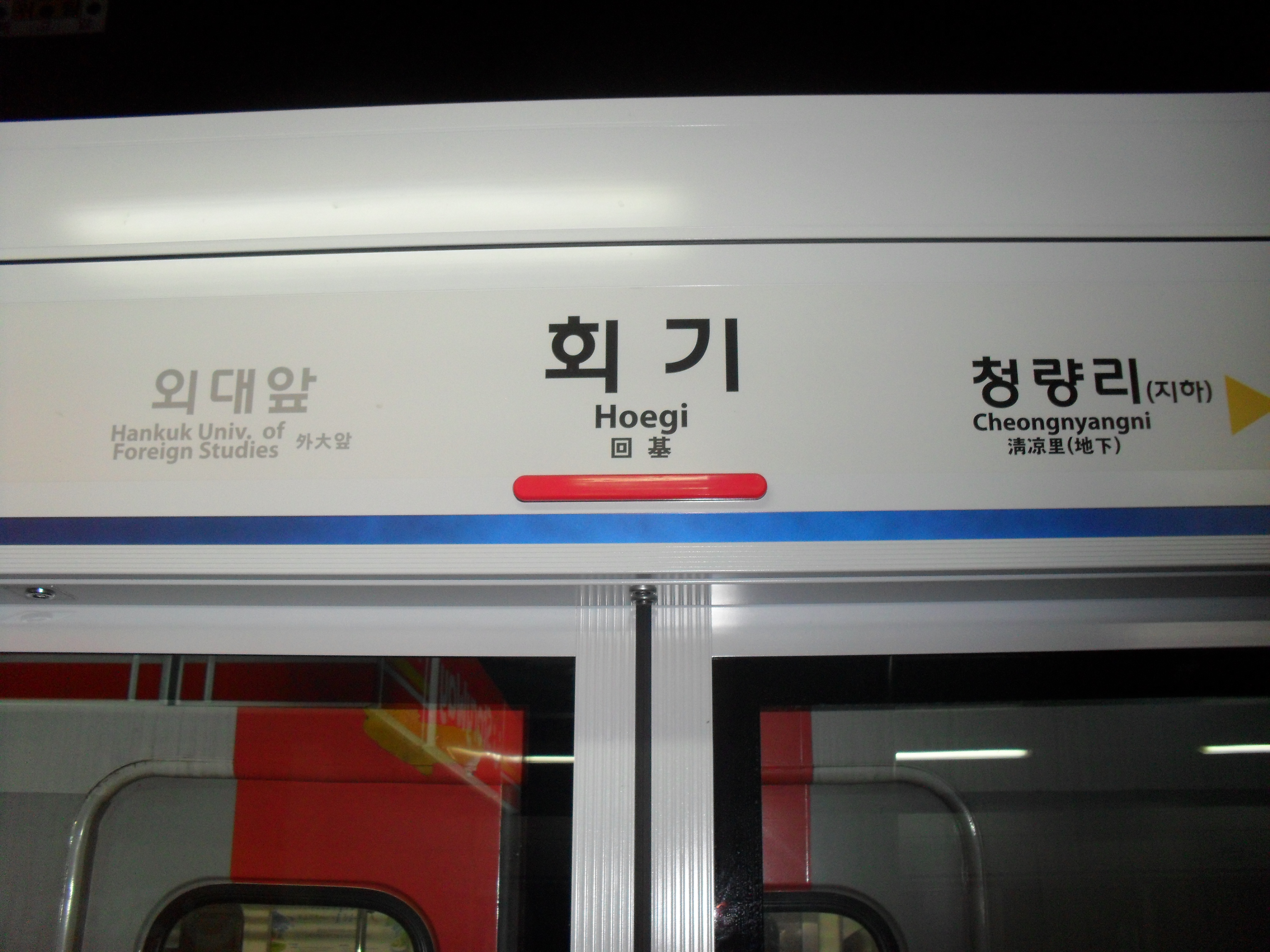
1호선 스크린도어
경의·중앙선 회기역 승강장
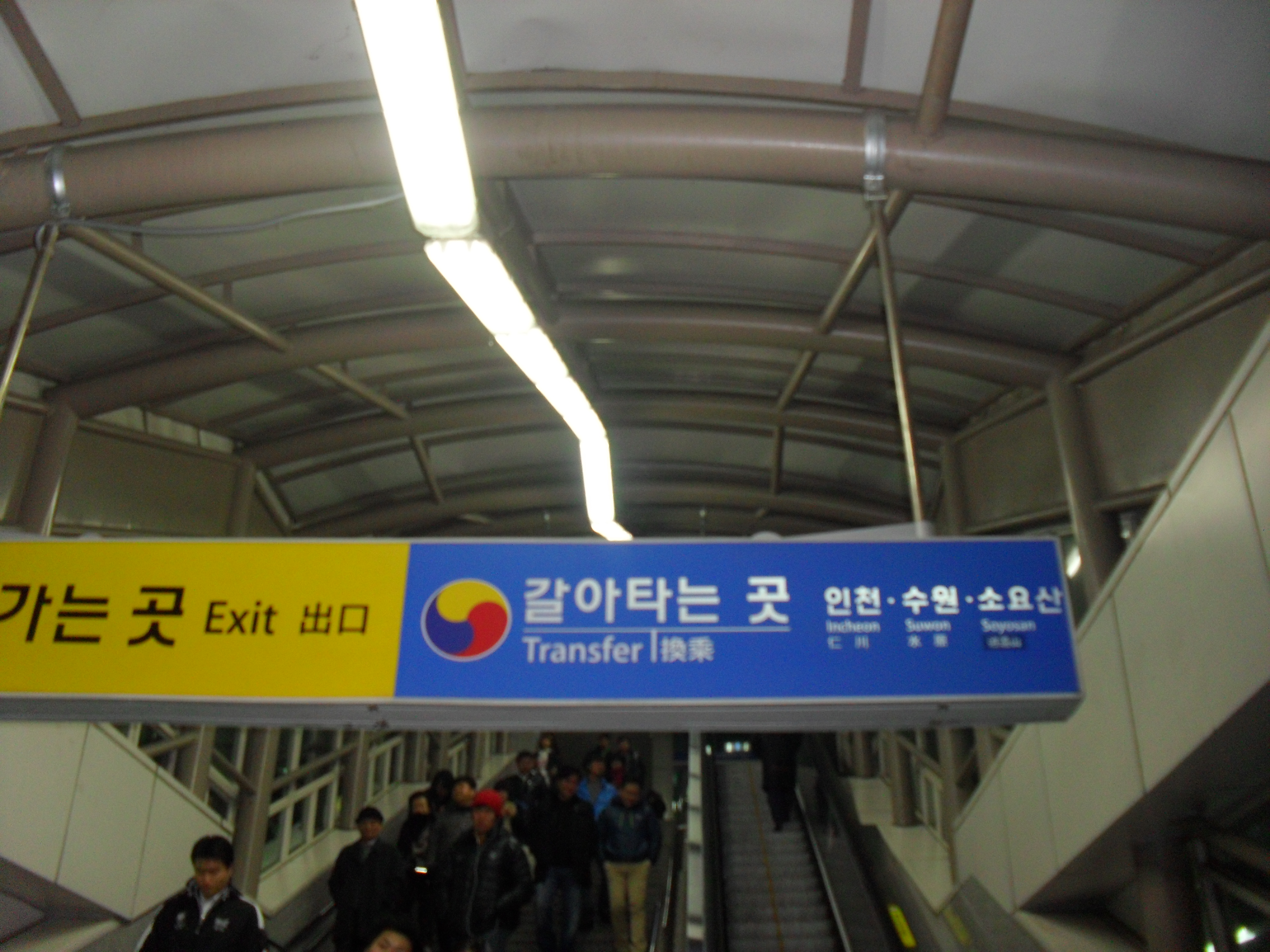
경의·중앙선 → 1호선 환승 계단

## 인접한 역
| 경원선                           | 경원선                                                         | 경원선                                  |
| -------------------------------- | -------------------------------------------------------------- | --------------------------------------- |
| 122 외대앞 연천 방면 광운대 방면 | ● 수도권 전철 1호선 경원-경인선 완행 · 경원선 급행 경부선 완행 | 124 청량리 인천 방면 서동탄 · 신창 방면 |
| 중앙선                           |                                                                |                                         |
| K117 청량리 문산 방면 문산 방면  | ● 수도권 전철 경의·중앙선 본선 완행 경의선 본선 급행           | K119 중랑 지평 방면 용문 방면           |
| K117 청량리 문산 방면            | ● 수도권 전철 경의·중앙선 중앙선 급행                          | K120 상봉 용문 방면                     |
| K117 청량리 방면                 | ● 수도권 전철 경춘선 완행                                      | K119 중랑 춘천 방면                     |
| K117 청량리 방면                 | ● 수도권 전철 경춘선 급행                                      | K120 상봉 춘천 방면                     |